# Naga-panchami
Le Naga-panchami ou Nagapanchami est un festival de l'hindouisme qui a lieu en juillet-août en Inde. Cette fête cherche par ses prières à éviter le malheur dû aux serpents vivants sur le sous-continent.